# Brezje pri Oplotnici
Brezje pri Oplotnici – wieś w Słowenii, w gminie Oplotnica. W 2018 roku liczyła 121 mieszkańców.